# Abdoulkader Kamil Mohamed
Abdoulkader Kamil Mohamed (ur. 1 lipca 1951 w regionie Obock) – dżibutyjski polityk, minister rolnictwa w latach 2005–2011, minister obrony w latach 2011–2013, premier Dżibuti od 1 kwietnia 2013.

## Życiorys
Abdoulkader Kamil Mohamed urodził się w 1951 w miejscowości Souali w regionie Obock. Studiował na Université de Limoges we Francji, na którym uzyskał stopień magistra nauk technicznych, ze specjalizacją w zarządzaniu wodnych i środowiskiem.
Swą karierę zawodową rozpoczął od pracy w krajowej agencji zarządzającej zasobami wodnymi, ONEAD (Office national de l’Eau et de l’Assainissement de Djibouti). W latach 1978–1979 pełnił funkcję jej tymczasowego dyrektora generalnego, a w latach 1983–2005 dyrektora generalnego.
W 2005 został mianowany na stanowisko ministra rolnictwa, hodowli, morza i zasobów wodnych w rządzie Dileity Mohameda Dileity. Jako minister doprowadził w latach 2006–2007 do powstania ponad dwudziestu studni w obszarach śródlądowych, co przyczyniło się do zmniejszenia problemów związanych z dostępem do wody. W latach 2007–2009, przy wsparciu MFW, Banku Światowego, Islamskiego Banku Rozwoju, Międzynarodowego Funduszu Rozwoju Rolnictwa, powołał narodowy program bezpieczeństwa żywności. Dodatkowo przyczynił się do powstania pierwszego w Dżibuti laboratorium zajmującego się analizą produktów żywnościowych. W maju 2011 objął urząd ministra obrony narodowej.
W 1981 został wieloletnim członkiem rządzącego Ludowego Zgromadzenia na rzecz Postępu (RPP). W strukturach partii zajmował szereg stanowisk, by we wrześniu 2012 objąć funkcję jej wiceprzewodniczącego. W listopadzie 2012 objął funkcję przewodniczącego Unii na rzecz Większości Prezydenckiej (UMP), koalicji rządowej prezydenta Ismaila Omara Guelleha, grupującej również RPP.
Po wyborach parlamentarnych, 10 lutego 2008 objął mandat deputowanego do Zgromadzenia Narodowego. Po zwycięskich przez UMP kolejnych wyborach parlamentarnych z 22 lutego 2013 uzyskał reelekcję.
W związku z formowaniem nowego gabinetu po przeprowadzeniu wyborów, prezydent Guelleh 31 marca 2013 mianował go na urząd premiera. Urząd objął 1 kwietnia 2013, zastępując po dwunastu latach Dileitę Mohameda Dileitę.